# Johann Paul Høpp
J.P. Høpp, Johann Paul Høpp, født i Flensborg 25. juli 1782 og død i Kiel 30. august 1847. Kongelig kommissarius for begge hertugdømmers rådgivende stænderforsamlinger 1835–36 og 1838.